# 마이크로소프트 플러스!
마이크로소프트 플러스!(Microsoft Plus!)란 마이크로소프트에서 발매하는 윈도우 확장 소프트웨어로, 새로운 부가기능이나 배경 화면, 게임 등을 포함하고 있다.
마이크로소프트 플러스!는 윈도우 비스타의 윈도우 얼티밋 엑스트라로 인해 중단되었다.

## 제품

### 마이크로소프트 플러스! 포 윈도우 95
마이크로소프트 플러스!의 초기 버전이다. 바탕화면 테마와 화면보호기, 핀볼 게임, 바탕화면 추가 기능, 인터넷 익스플로러 1등이 포함되어 있다.
초기에 고성능의 컴퓨터를 위해 기능을 맞추었기에, 윈도우 95에서는 적어도 80386 CPU에 4 메가바이트의 램이 필요했다.
해킹판인 윈도 내시빌 빌드 1056에도 같은 기능을 가진 플러스! 팩이 있다.

### 마이크로소프트 플러스! 포 키즈!
1997년에 공개되었으며 12살 이하의 어린이들을 대상으로 하고 있다. 바탕화면 테마 및 화면보호기, 그리고 Talk It!, Play It!, Paint It!의 세 가지 프로그램이 포함되어 있다.

### 마이크로소프트 플러스! 포 윈도우 98
윈도 제품군의 강화인 플러스! 포 윈도우 98은 새로운 바탕 화면 테마와 화면 보호기를 많이 포함하고 있으며, 플러스! 95에 있었던 것들도 포함되어 있다. 그뿐 아니라, 윈도우 98을 위한 새로운 프로그램과 도구들도 들어 있다. 시작 메뉴의 디스크 정리 유틸리티가 포함되어 하드 드라이브에 있는 오래된 스캔디스크 파일과 같은 쓸모 없는 파일들을 제거하는 데 도움이 된다. "압축 폴더"라는 이름으로, 윈도우 탐색기와 ZIP 파일을 통합한 첫 버전이기도 하다. 마이크로소프트 골프 98, 스파이더 카드놀이(지금은 윈도우 미, 윈도우 XP, 윈도우 비스타에 있음)와 같은 새로운 게임들이 포함되었다. 맥아피 바이러스스캔과 같은 바이러스 검사 소프트웨어도 포함되었다.

### 마이크로소프트 플러스! 게임 팩: 카드와 퍼즐
이 팩은 윈도우 미 에디션 출시 시기에 등장하였지만 다른 버전의 윈도우에도 설치할 수 있었다. 마이크로소프트 엔터테인먼트 팩이 포함되어 있어서 12가지 카드 게임과 10가지 아케이드 게임이 들어 있다. "마이크로소프트 파라독스의 상자" 시험 버전도 포함되었다.

### 마이크로소프트 플러스! 포 윈도우 XP
이 팩은 업데이트된 윈도우 미디어 플레이어와 다이렉트엑스 3D 중심 기술과 함께 윈도우 XP의 강화된 기능을 보여 주기 위해 만들어졌다. 이전 플러스! 제품에 이어, 이 제품은 바탕 화면 테마, 화면 보호기, 게임, 유틸리티를 포함하였다.
플러스! 포 윈도우 XP는 다음을 포함하고 있다.
- 플러스! 테마
- 플러스! 화면 보호기
- 플러스! 보이스 명령 (윈도우 미디어 플레이어용)
- 플러스! Personal DJ
- 플러스! MP3 변환기
- 플러스! CD 레이블 메이커
- 플러스! 스피커 향상
- 플러스! 3D Visualizations (윈도 미디어 플레이어용)
- 플러스! 스킨 (윈도 미디어 플레이어용)
- 플러스! 하이퍼볼
- 플러스! Russian Square
- 플러스! Labyrinth

### 마이크로소프트 플러스! 디지털 미디어 에디션
“The Ultimate Photo, Music, and Movie Enhancement Pack for Windows XP”라는 문구로, 마이크로소프트는 윈도우 XP 미디어 센터 에디션을 위한 팩을 개발하였다. 2003년 1월 7일에 출시한 플러스! 디지털 미디어 에디션은 윈도우 XP의 강화된 중심 구성 요소를 기반으로 만들어졌다.(윈도우 미디어 플레이어 9 시리즈, 윈도우 무비 메이커 2) 이 제품 버전은 테마, 화면 보호기, 게임보다 사진, 음악, 동영상을 위한 유틸리티 기능에 초점을 두었다.
플러스! 디지털 미디어 에디션은 다음을 포함하고 있다.
- 플러스! 포토 스토리 2
- 플러스! 파티 모드
- 플러스! 아날로그 녹음기
- 플러스! CD 레이블 메이커
- 플러스! 댄서
- 플러스! 오디오 변환기
- 플러스! 효과 및 변화 (윈도우 무비 메이커용)
- 플러스! 알람 시계
- 플러스! Sleep Timer
- 플러스! 스킨 (윈도우 미디어 플레이어 9 시리즈)
- 플러스! Sync & Go (포켓 PC용)

### 마이크로소프트 플러스! 슈퍼팩 포 윈도우 XP
마이크로소프트 플러스!의 최종 버전이며, 2004년 10월 19일에 마이크로소프트는 윈도우 XP 운영 체제를 위한 버전으로 마이크로소프트 플러스! 슈퍼팩 포 윈도우 XP를 별도로 출시하였다. 새롭게 추가된 기능은 없다.

## 같이 보기
- 윈도우 얼티밋 엑스트라

## 참조
1. ↑  “WinHEC 2005: Day Two Blog [Updated]”. 2006년 5월 23일에 원본 문서에서 보존된 문서. 2006년 4월 2일에 확인함.